# Балякин, Леонид Николаевич
Леони́д Никола́евич Баля́кин (6 [19] августа 1915 года — 26 февраля 1981 года) — советский военно-морской деятель, участник советско-японской войны в должности командира сторожевого корабля «Метель» 1-го дивизиона сторожевых кораблей Владивостокского морского оборонительного района Тихоокеанского флота, капитан-лейтенант.
Герой Советского Союза (14.09.1945), контр-адмирал (7.05.1960).

## Биография
Родился 6 (19) августа 1915 года в деревне Бельково ныне Орехово-Зуевского городского округа Московской области в семье служащего. Русский. Окончил 3 курса Московского энергетического института.
В Военно-Морском Флоте с 1937 года. В 1939 году окончил Военно-морское училище имени М. В. Фрунзе. C сентября 1939 по июль 1940 года — командир БЧ-2 тральщика (ТЩ) «Чека», с июля по ноябрь 1940 года — командир БЧ-1, с ноября 1940 по апрель 1942 года — помощник командира, с апреля 1942 по декабрь 1944 года — командир ТЩ «Параван» охраны водного района (ОВР) главной базы Тихоокеанского флота. С декабря 1944 года по декабрь 1946 года — командир СКР «Метель» Владивостокского МОР ТОФ. Участник советско-японской войны с августа 1945 года.
Командир сторожевого корабля «Метель» (1-й дивизион сторожевых кораблей, Владивостокский морской оборонительный район, Тихоокеанский флот) капитан-лейтенант Леонид Балякин успешно действовал при высадке десанта в порту Сейсин (Чхонджин, Корейская Народно-Демократическая Республика), обеспечив ему артиллерийскую поддержку, а также совместно с экипажами торпедных катеров — при высадке десанта в городе Одэджин.
Указом Президиума Верховного Совета СССР от 14 сентября 1945 года за мужество и героизм, проявленные в борьбе с японскими милитаристами, капитан-лейтенанту Балякину Леониду Николаевичу присвоено звание Героя Советского Союза с вручением ордена Ленина и медали «Золотая Звезда» (№ 7133).
После войны Л. Н. Балякин продолжал службу в ВМФ СССР. С декабря 1946 по май 1948 года — командир 1-го дивизиона СКР, с мая 1948 по декабрь 1949 года — эсминца (ЭМ) «Властный», с декабря 1949 по декабрь 1950 года — лидера эсминцев «Тбилиси», с декабря 1950 по апрель 1951 года — 3-го дивизиона ЭМ ТОФ, с апреля 1951 по январь 1955 года — 175-й бригады ЭМ 5-го ВМФ (Тихий океан). В 1956 году окончил Высшую военную академию имени К. Е. Ворошилова (Военная академия Генерального штаба).
Постановлением Совета Министров СССР от 7 мая 1960 года капитану 1-го ранга Балякину Л. Н. присвоено воинское звание контр-адмирал.
С сентября 1956 года по январь 1959 года — военно-морской атташе при посольстве СССР в Индии; в январе — марте 1959 года — в распоряжении ГРУ ГШ ВС СССР; командир экспедиций особого назначения: «ЭОН-68» (март 1959 года — январь 1960 года), «ЭОН-70» (январь 1960 года — январь 1961 года), «ЭОН-71» (январь 1961 года — март 1962 года), «ЭОН» (март 1962 года — февраль 1963 года); с февраля 1963 по август 1964 года — командир военно-морской базы (ВМБ) в Свиноустье (Польша) Балтийского флота; с августа 1964 года по декабрь 1966 года — командир 24-й отдельной бригады ракетных катеров Краснознаменного Балтийского флота; с декабря 1966 по февраль 1970 года — начальник 1-го отдела — заместитель начальника вспомогательного флота и аварийно-спасательной службы ВМФ.
С февраля 1970 по октябрь 1974 года — начальник вспомогательного флота и аварийно-спасательной службы ВМФ СССР. В июле — октябре 1974 года возглавлял боевой поход отряда кораблей советского Военно-Морского Флота по разминированию порта Читтагонг (Бангладеш). С декабря 1974 года контр-адмирал Балякин Л. Н. — в запасе, а затем в отставке.
Жил в городе Москве, был членом ЦК ДОСААФ — заместителем председателя Федерации водно-моторного спорта. Скончался 26 февраля 1981 года.

## Награды
- Медаль «Золотая Звезда» Героя Советского Союза (14.09.1945)
- Орден Ленина (14.09.1945)
- Два ордена Красного Знамени (1945, 1956)
- Орден Трудового Красного Знамени (1973)
- Три ордена Красной Звезды (1952, 1974, ...)
- Медали СССР
- именное оружие (1965)

## Память
- Похоронен в Москве на Кунцевском кладбище (участок 9-3).